# 대유문화재단
대유문화재단은 한국예술문화의 창조적 활동및 예술문화 인재양성, 학술진흥활동을 지원하여 예술문화 창달을 통한 국민정신문화 향상에 기여할 목적으로 1992년 9월 1일 설립된 문화체육관광부 소관의 재단법인이다. 사무실은 경기도 광주시 쌍령동 8-1에 있다.

## 주요 사업
- 예술과 관련된 학술연구비 지원, 예술단체 지원
- 국내미술가 작품 구입
- 국내외 유명예술인 초청세미나 및 강연, 전시회 개최
- 미술관 건립운영
- 예술인 양성을 위한 교육기관 설립운영
- 장학금 지급 및 출판사업
- 예술인을 위한 양로시설 설치운영